# Valentin Stephan Still

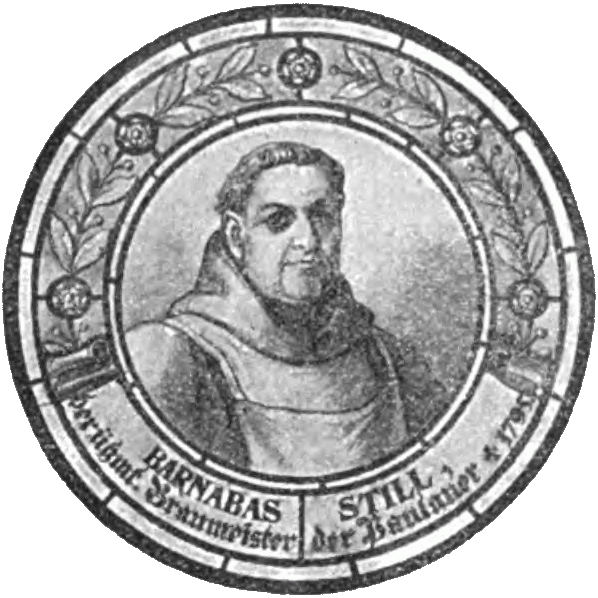
Barnabas Still

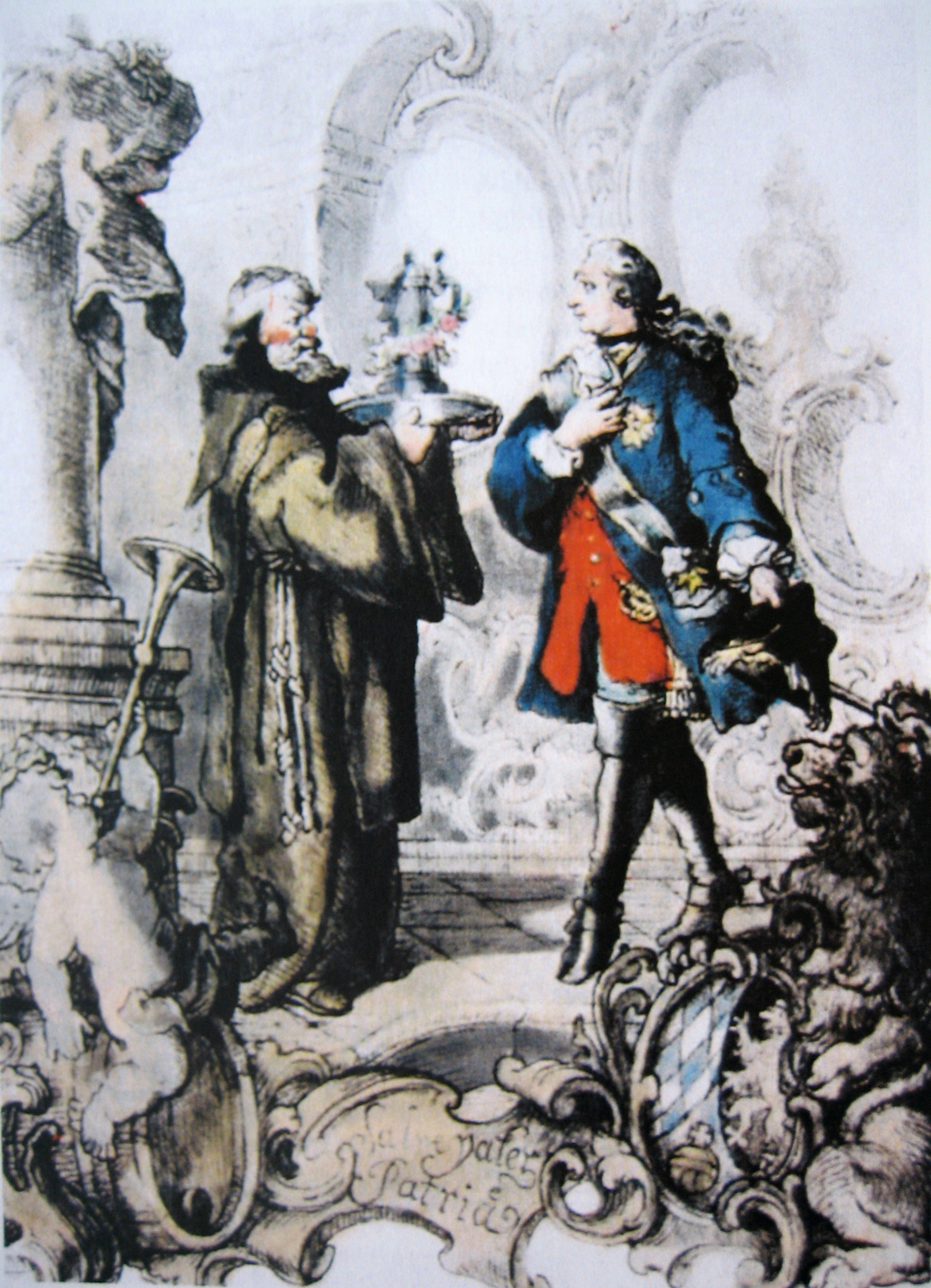
„Kredenz-Szene“: Künstlerisch überhöhte Darstellung einer historischen Bierprobe am Nockherberg in München (an einem 2. April zwischen 1778 und 1795). Paulaner-Braumeister Frater Barnabas reicht Kurfürst Karl Theodor einen Krug mit Salvator-Starkbier. Die Inschrift unten im Bild lautet: „Salve pater patriae“ (lat. „Sei gegrüßt, Vater des Vaterlands“).

Valentin Stephan Still (getauft 15. Februar 1750 in Fischbach, heute Nittenau; † 1795 in Au, heute München) war Braumeister der Paulaner in München. 

## Leben
Der auch als Bruder Barnabas bekannte Valentin Stephan Still wurde als Sohn des Brauers Georg Still in Fischbach bei Nittenau in der Oberpfalz geboren. Im Alter von 23 Jahren trat er als Laienbruder in das Amberger Kloster des Paulanerordens ein. Ein Jahr später bereits, im Jahr 1774, wurde Frater Barnabas als Braumeister des Klosters Neudeck berufen. Das Kloster lag am Fuße des Nockherbergs in der damals 1.500 Einwohner zählenden Au bei München. Das Kloster durfte zunächst nur zum privaten Gebrauch, zur eigenen „Hausnotdurft“, Bier brauen, um die kärgliche Ernährung der Mönche aufzubessern. Eine Ausschankgenehmigung bekam das Kloster in der Zeit des Braumeisters Barnabas am 26. Februar 1780 durch den Kurfürsten Karl Theodor, der regelmäßig am 2. April zur Eröffnung des Ausschankes des „Heilig-Vaterbieres“, später Salvator genannt, mit seinem ganzen Hofstaat nach Neudeck zog und dort von Frater Barnabas die erste Maß kredenzt bekam. Das Ansehen des Fraters war groß. Aus einer Erschließung des Geheimen Rats vom 10. Februar 1781, die der Kurfürst Karl Theodor eigenhändig unterzeichnet hat, geht hervor, ihm solle, „wenn anders keine erheblichen Bedenken vorwalten, die Bräustelle wieder übertragen werden“.
Eine kurfürstliche Kommission bescheinigte im gleichen Jahr dem Frater, dass er „ein verständiger, fleißiger und getreuer Bräumeister“ sei. Unter seiner Führung wuchs die Klosterbrauerei zu einem großen Unternehmen, das in den Jahren 1793/94 mit einem Bierausstoß von 3.200 Hektoliter jährlich das Vierfache einer durchschnittlichen Brauerei erreichte. Unter seinen Mitbrüdern im Kloster hatte er nicht nur Freunde, weswegen er 1788 nach Amberg zurückkehrte, doch wurde er schon bald wieder nach München zurückgeholt. Frater Barnabas starb 1795 an einem Magenleiden. Er war bis zu seinem Tode als leitender Braumeister für den Orden tätig.
In Fischbach erinnert eine 1985 von der Paulaner-Brauerei gestiftete Gedenktafel an den Bierbrauer. 2005 wurde dort zudem ein Dorfbrunnen, gespendet von der Paulanerbrauerei und der Stadt Nittenau, zu seinen Ehren errichtet.

## Nockherberg
Von 1992 bis 2010 (mit Ausnahme von 2007) schlüpften die Hauptredner (namentlich Max Grießer 1992–96, Erich Hallhuber 1997–98, Gerd Fischer 1999–2002, Bruno Jonas 2004–06 und Michael Lerchenberg 2008–10) bei der Eröffnung der Starkbierzeit auf dem Nockherberg beim Politiker-Derblecken, einer satirischen Fastenpredigt, in die Rolle des Bruders Barnabas und überreichten dem Landesvater nach altem Brauch mit den Worten „Salve pater patriae! Bibas, princeps optime!“ (Sei gegrüßt, Vater des Vaterlands! Trinke, bester Fürst!) die erste Maß Salvator.